# Anton Cergol
Anton Cergol (tudi tudi Anton Zergol), slovenski jezuit in šolnik, * 17. februar 1608, Vipavski Križ, † 21. februar 1671, Celovec

## Življenje in delo
Anton Cergol (Zergol, Zergoll), mlajši brat Andreja Cergola je gimnazijo in filozofijo (1623–1625) končal v Gradcu. Novembra 1625 je vstopil v jezuitski red na Dunaju, po opravljenem noviciatu je učil sintakso ter poetiko na gimnaziji v Zagrebu (1629–1631), v Gorici pa kasneje gramatiko (1632–1635). Nato je na Dunaju študiral filozofijo (1636–1639). V šolskem letu 1642/1643 je učil filozofijo v Ljubljani ter nato moralno teologijo v Celovcu, kjer je bil v letih 1660–1671 prefekt gimnazije in višjih šol. Med drugim je izdal spis Tractatus in octo libros physicorum Aristotelis (Dunaj, 1640).